# براندون كولينز
براندون كولينز (بالإنجليزية: Brandon Collins)‏ هو لاعب كرة القدم الكندية أمريكي، ولد في 21 أبريل 1989 في برينهام في الولايات المتحدة.

## وصلات خارجية
- براندون كولينز على موقع مرجع كرة القدم المحترفة.كوم (الإنجليزية)